# Drosera indica
Drosera indica es una planta carnívora del género Drosera nativa de regiones tropicales, desde Australia y Asia, presente también en India de ahí su nombre, hasta África. Se la encuentra a lo largo de "arroyos" que se forman esporádicamente sobre suelos arenosos.

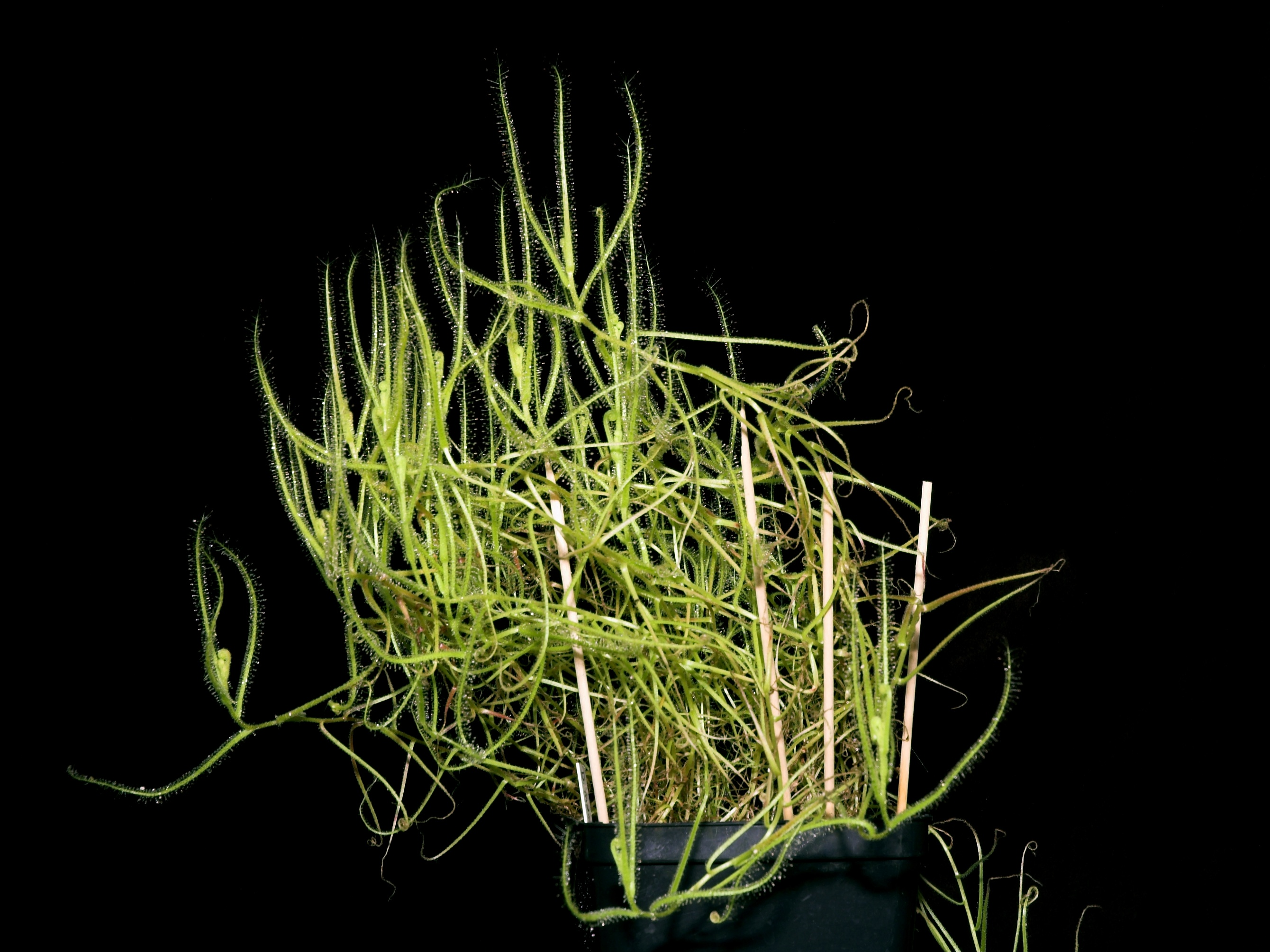
Vista de la planta

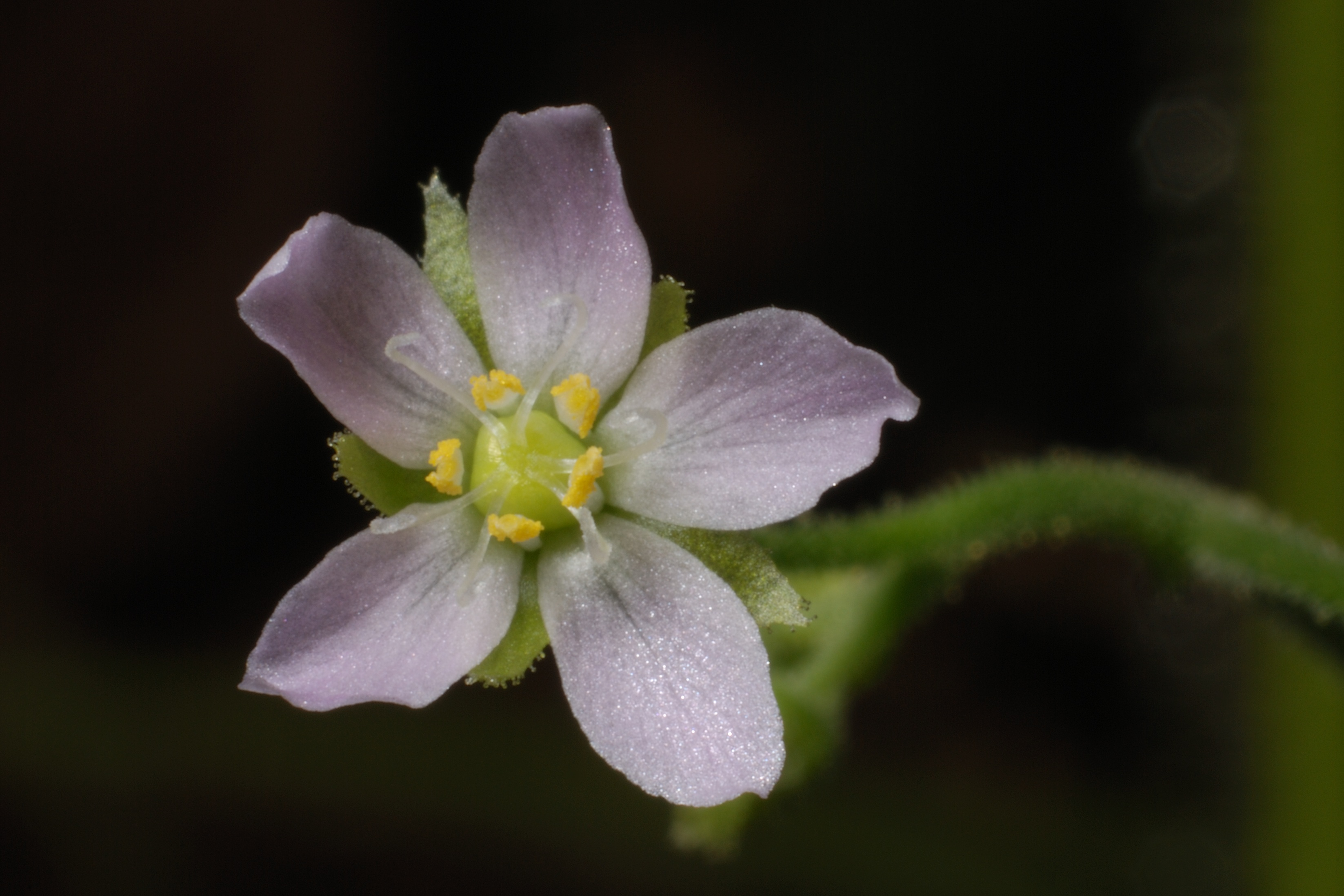
Detalle de la flor

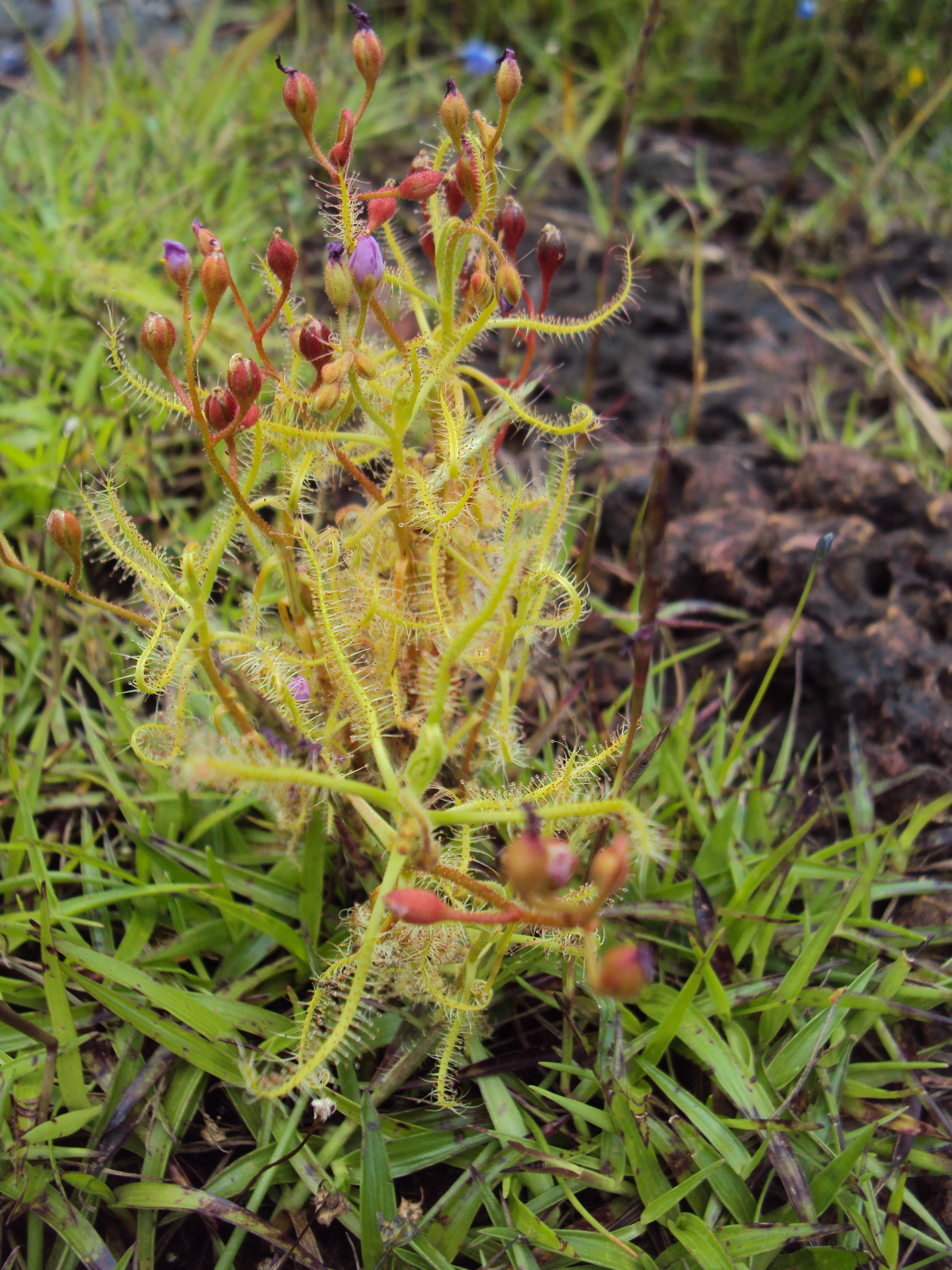
Vista de la planta

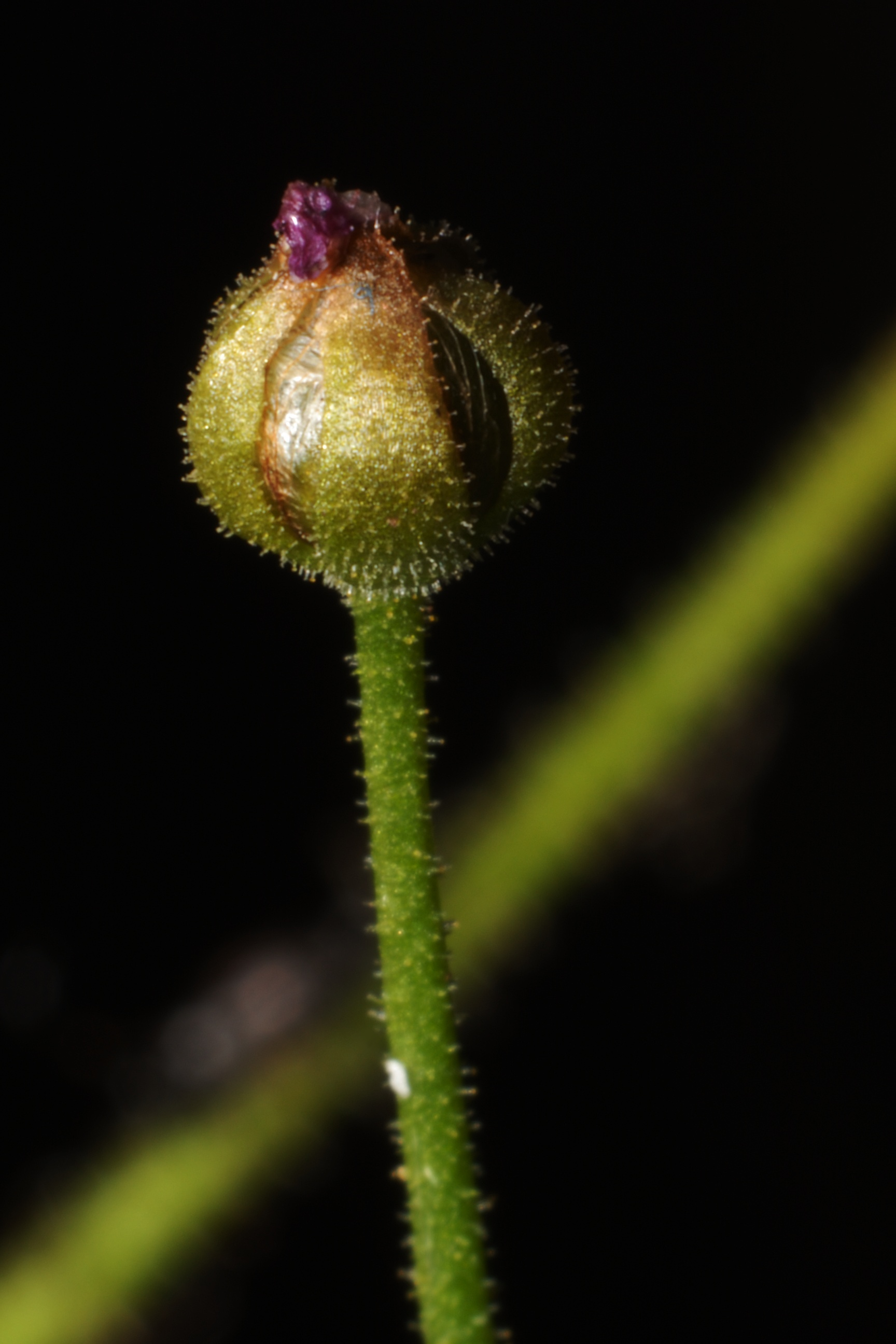
Fruto

## Descripción
Planta herbácea anual, con un fibroso sistema radicular. Toda la planta es de color amarillo verdoso o amarronado y puede medir entre 5 a 50 cm de altura, con estrechas hojas longitudinales de más de 10 cm y pedicelos de entre 1 a 1,5 cm Las plantas jóvenes son erectas, mientras que los tallos de las viejas se postran desorganizadamente, tan solo el crecimiento nuevo se mantiene erecto. Las flores pueden ser blancas, rosas, naranjas o púrpuras.

## Cultivo
A diferencia de la mayoría de las especies del género prefiere un sustrato arenoso e incluso crece bien en uno compuesto únicamente de arena. Prefiere suelos sin humedad excesiva, dejando secar un poco entre dos riegos.
Esta especie solo se reproduce por semillas. 
 En cultivo las semillas se diseminan por la superficie del sustrato y se coloca el semillero en un lugar cálido y soleado ( unos 25 °C). Las plántulas pueden presentar un crecimiento lento en un principio, pero se hace más rápido a medida que crecen.

## Taxonomía
Drosera indica fue descrita por Carlos Linneo y publicado en Species Plantarum 1: 282. 1753.

Etimología
Drosera: tanto su nombre científico –derivado del griego δρόσος (drosos): "rocío, gotas de rocío"– como el nombre vulgar –rocío del sol, que deriva del latín ros solis: "rocío del sol"– hacen referencia a las brillantes gotas de mucílago que aparecen en el extremo de cada hoja, y que recuerdan al rocío de la mañana.
indica: epíteto geográfico que alude a su localización en la India.
Sinonimia
- Drosera angustifolia F.Muell.
- Drosera finlaysoniana Wall. ex Stein
- Drosera hexagynia Blanco
- Drosera indica f. albiflora Makino
- Drosera indica var. albiflora (Makino) Makino
- Drosera indica f. robusta' F.M.Bailey
- Drosera makinoi Masam.
- Drosera metziana Gand.
- Drosera minor Schumach. & Thonn.
- Drosera serpens Planch.[4][5]